# Edna, Texas
Edna là một thành phố thuộc quận Jackson, tiểu bang Texas, Hoa Kỳ. Năm 2010, dân số của xã này là 5499 người.

## Dân số
- Dân số năm 2000: 5899 người.
- Dân số năm 2010: 5499 người.